# Wydział Humanistyczny Uniwersytetu Poznańskiego
Wydział Humanistyczny Uniwersytetu Poznańskiego – historyczna jednostka (wydział) protoplasty Uniwersytetu im. Adama Mickiewicza w Poznaniu. Wydział powstał w 1925 poprzez przekształcenie Wydziału Filozoficznego, powstałego w 1919. Został zlikwidowany w 1949 na skutek reorganizacji struktur uniwersyteckich. 

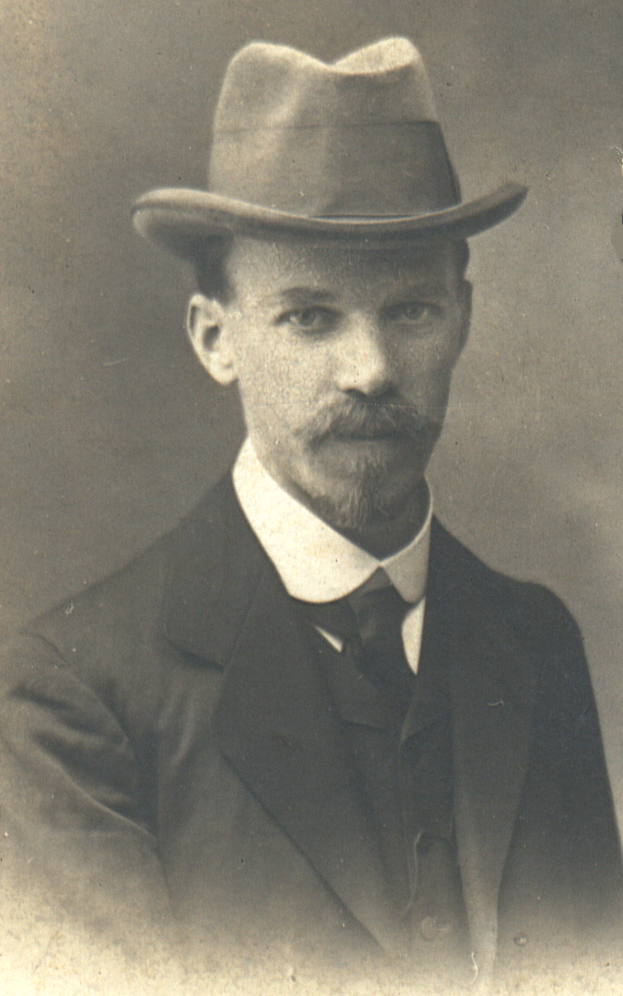
Dziekan Adam Skałkowski

## Poczet dziekanów

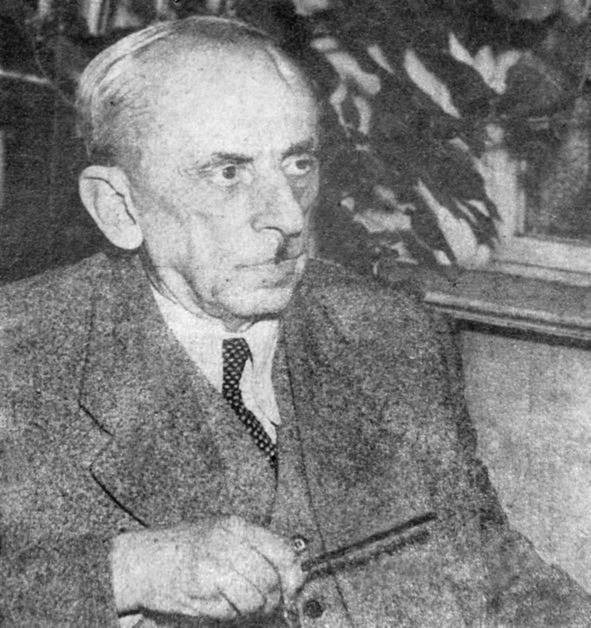
Dziekan Kazimierz Tymieniecki

- 1919–1945: ?
- 1945: Kazimierz Tymieniecki
- 1945–1947: Jan Sajdak
- 1947–1948: Adam Skałkowski
- 1948–1949: Mikołaj Rudnicki

## Wybrani absolwenci
- Wojciech Kóčka – archeolog i antropolog (antropologia, archeologia – wówczas „prehistoria”, etnografia, etnologia).